# Санчес Лоренсо, Мария Антония
Мария Антония Санчес Лоренсо (исп. María Antonia Sánchez Lorenzo; родилась 7 ноября 1977 года в Саламанке, Испания) — испанская теннисистка; победительница одного турнира WTA в одиночном разряде; обладательница Кубка Федерации-1995 в составе национальной сборной Испании.

## Общая информация
Мария — одна из трёх детей Марии Антонии-старшей и Франсиско Санчеса. У неё есть старший брат Карлос и сестра Марта.
Уроженка Саламанки в теннисе с 8 лет. Любимое покрытие — хард, лучший удар — форхенд.

## Спортивная карьера
В мае 1993 года Санчес-Лоренсо выиграла первый взрослый титул на соревнованиях ITF. На следующий год она дебютировала в WTA Туре, получив приглашение на турнир в Барселоне. В 1995 году она сыграла первые матчи за сборную Испании в Кубке Федерации. Она сыграла в полуфинале и финале ничего уже не решающие парные встречи, так как к тому моменту испанки выиграли свои матчи и стали обладательницами Кубка.
В 1996 году испанская теннисистка дебютировала в основной сетке на всех четырёх турнирах серии Большого шлема. В 1997 году она закрепляется в топ-100 одиночного рейтинга и дважды за сезон доходила до полуфинала соревнований Тура. На Открытом чемпионате Австралии Санчес Лоренсо единственный раз в карьере смогла достичь четвёртого раунда на турнирах серии Большого шлема. В августе того же года она выиграла единственный в карьере титул WTA, став чемпионкой турнира в Кнокке-Хейсте. 
В мае 2003 года Санчес Лоренсо сыграла в финале турнира в Мадриде. Следующего финала она достигла в феврале 2004 года на турнире в Боготе. В апреле она достигла самой высокой позиции в мировом рейтинге, заняв 33-е место. Летом она выступила на Олимпийских играх в Афинах, но проиграла в первом же раунде.
За годы карьеры Санчес Лоренсо регулярно вызывалась на игры сборной в Кубке Федерации, но на вторые роли. В 2005 году Мария Антония смогла стать первой теннисисткой в женских одиночных турнирах Ролан Гаррос, которая играла в первом раунде с чемпионкой прошлого года и выиграла этот матч. Совладелецей этого рекорда стала россиянка Анастасия Мыскина. В период с 1995 по 2006 год у неё набралось всего 10 матчей за сборную во всех разрядах, из которых она выиграла в трёх. В 2006 году теннисистка завершила профессиональную карьеру.

## Итоговое место в рейтинге WTA по годам
| Год  | Одиночный рейтинг | Парный рейтинг |
| 2006 | 137               | 98             |
| 2005 | 83                | 193            |
| 2004 | 52                |                |
| 2003 | 42                |                |
| 2002 | 110               |                |
| 2001 | 215               | 795            |
| 2000 | 99                | 121            |
| 1999 | 41                | 191            |
| 1998 | 71                |                |
| 1997 | 53                | 636            |
| 1996 | 117               | 163            |
| 1995 | 125               | 400            |
| 1994 | 131               | 516            |
| 1993 | 440               | 734            |
| 1992 | 925               |                |

## Выступления на турнирах

### Финалы турнировWTAв одиночном разряде (3)

#### Победы (1)
| Легенда:                    |
| --------------------------- |
| Турниры Большого Шлема (0)  |
| Олимпиада (0)               |
| Итоговый чемпионат года (0) |
| 1-я категория (0)           |
| 2-я категория (0)           |
| 3-я категория (0+2*)        |
| 4-я категория (1+1)         |
| 5-я категория (0)           |

| Титулы по покрытиям | Титулы по месту проведения матчей турнира |
| ------------------- | ----------------------------------------- |
| Хард (0*)           | Зал (0)                                   |
| Грунт (1)           | Зал (0)                                   |
| Трава (0)           | Открытый воздух (1)                       |
| Ковёр (0)           | Открытый воздух (1)                       |

* количество побед в одиночном разряде + количество побед в парном разряде.
| №  | Дата           | Турнир                | Покрытие | Соперница в финале | Счёт           |
| 1. | 8 августа 1999 | Кнокке-Хейст, Бельгия | Грунт    | Дениса Хладкова    | 6-7(2) 6-4 6-2 |

#### Поражения (2)
| №  | Дата            | Турнир           | Покрытие | Соперница в финале | Счёт        |
| 1. | 24 мая 2003     | Мадрид, Испания  | Грунт    | Чанда Рубин        | 4-6 7-5 4-6 |
| 2. | 29 февраля 2004 | Богота, Колумбия | Грунт    | Фабиола Сулуага    | 6-3 4-6 2-6 |

### Финалы турнировITFв одиночном разряде (12)

#### Победы (9)
| Легенда:          |
| ----------------- |
| 100.000 USD (0)   |
| 75.000 USD (2+1*) |
| 50.000 USD (1)    |
| 25.000 USD (5)    |
| 10.000 USD (1)    |

| Титулы по покрытиям | Титулы по месту проведения матчей турнира |
| ------------------- | ----------------------------------------- |
| Хард (2*)           | Зал (1)                                   |
| Грунт (7+1)         | Зал (1)                                   |
| Трава (0)           | Открытый воздух (8+1)                     |
| Ковёр (0)           | Открытый воздух (8+1)                     |

* количество побед в одиночном разряде + количество побед в парном разряде.
| №  | Дата             | Турнир                   | Покрытие | Соперница в финале      | Счёт              |
| 1. | 23 мая 1993      | Тортоса, Испания         | Грунт    | Анхелес Монтолио        | 6-2 7-5           |
| 2. | 3 июля 1994      | Касерес, Испания         | Грунт    | Натали Херрман          | 6-4 6-4           |
| 3. | 23 февраля 1997  | Редбридж, Великобритания | Хард(i)  | Елена Татаркова         | 6-1 6-4           |
| 4. | 13 апреля 1997   | Афины, Греция            | Грунт    | София Празериш          | 6-7(7) 6-1 7-6(4) |
| 5. | 16 августа 1998  | Братислава, Словакия     | Грунт    | Радка Бобкова           | 3-6 6-2 6-2       |
| 6. | 19 сентября 1998 | Бордо, Франция           | Грунт    | Рита Кути-Киш           | 6-1 6-4           |
| 7. | 21 мая 2000      | Порту, Португалия        | Грунт    | Вирхиния Руано Паскуаль | 6-4 4-6 6-3       |
| 8. | 24 марта 2002    | Сьюдад-Хуарес, Мексика   | Грунт    | Эвелин Фойт             | 4-6 6-2 6-1       |
| 9. | 31 марта 2002    | Сан-Луис-Потоси, Мексика | Грунт    | Мелинда Цинк            | 7-5 7-5           |

#### Поражения (3)
| №  | Дата           | Турнир              | Покрытие | Соперница в финале  | Счёт        |
| 1. | 30 июля 1995   | Вальядолид, Испания | Грунт    | Клаудиа Порвик      | 4-6 2-6     |
| 2. | 7 июля 2002    | Орбетелло, Италия   | Грунт    | Евгения Куликовская | 1-6 5-7     |
| 3. | 9 октября 2005 | Барселона, Испания  | Грунт    | Катерина Богмова    | 6-3 3-6 5-7 |

### Финалы турнировWTAв парном разряде (3)

#### Поражения (3)
| №  | Дата         | Турнир             | Покрытие | Партнёрша        | Соперницы в финале           | Счёт    |
| 1. | 18 июля 1999 | Сопот, Польша      | Грунт    | Гала Леон Гарсия | Лаура Монтальво Паола Суарес | 4-6 3-6 |
| 2. | 27 мая 2000  | Мадрид, Испания    | Грунт    | Гала Леон Гарсия | Лиза Реймонд Ренне Стаббс    | 1-6 3-6 |
| 3. | 7 мая 2006   | Оэйраш, Португалия | Грунт    | Хисела Дулко     | Ли Тин Сунь Тяньтянь         | 2-6 2-6 |

### Финалы турнировITFв парном разряде (4)

#### Победы (1)
| №  | Дата           | Турнир             | Покрытие | Партнёрша            | Соперницы в финале                                   | Счёт              |
| 1. | 9 октября 2005 | Барселона, Испания | Грунт    | Лурдес Домингес Лино | Кончита Мартинес-Гранадос Мария Хосе Мартинес-Санчес | 7-5 6-7(4) 7-6(3) |

#### Поражения (3)
| №  | Дата             | Турнир           | Покрытие | Партнёрша            | Соперницы в финале            | Счёт        |
| 1. | 3 июля 1994      | Касерес, Испания | Хард     | Мириам Рамос Климент | Гала Леон Гарсия Джанет Соуто | 6-4 2-6 1-6 |
| 2. | 14 мая 1995      | Балагер, Испания | Грунт    | Роса Мария Перес     | Марта Кано Нурия Монтеро      | 1-6 2-6     |
| 3. | 17 сентября 2000 | Бордо, Франция   | Грунт    | Лурдес Домингес Лино | Виржини Раззано Мелани Шнель  | 6-2 5-7 3-6 |

### Финалы командных турниров (2)

#### Победы (1)
| №  | Год  | Турнир          | Команда                                         | Соперник в финале                                         | Счёт в финале |
| -- | ---- | --------------- | ----------------------------------------------- | --------------------------------------------------------- | ------------- |
| 1. | 1995 | Кубок Федерации | Испания К.Мартинес, А.Санчес, В.Руано, М.Санчес | США Ч.Рубин, Л.Дэвенпорт, М.-Дж. Фернандес, Дж. Фернандес | 3-2           |

#### Поражения (1)
| №  | Год  | Турнир          | Команда                     | Соперник в финале                                  | Счёт в финале |
| -- | ---- | --------------- | --------------------------- | -------------------------------------------------- | ------------- |
| 1. | 1996 | Кубок Федерации | Испания Не играла в финале. | США М.Селеш, Л.Дэвенпорт, М.-Дж. Фернандес, Л.Уилд | 0-5           |